# Gérard Lebrun
Gérard Lebrun (París, 1930-París, 1999) fue un filósofo francés, aunque pasó la mayor parte de su vida en São Paulo y Campinas (Brasil), donde ejerció como profesor durante veinte años. Asimismo impartió clases en la Universidad de Aix-en-Provence (Francia).
Uno de los rasgos que más lo caracterizan es que no concebía la separación entre filosofía, vida y arte. Vivió inmerso en la cultura francesa de su época y siempre estuvo relacionado con el mundo del teatro. Su hermana es la actriz francesa Danielle Lebrun. Además, fue conocido por su peculiar estilo de docencia, como si de una obra teatral se tratase. 
Personaje paradójico, provocador y anticonformista, comenzó su formación filosófica en la órbita de Foucault, cercano a la posmodernidad francesa, aunque en su madurez se consolidó en posturas más conservadoras y sus intereses se centraron en autores clásicos de la filosofía alemana, principalmente Kant y Hegel, filósofos a los que ha dedicado tres libros.
Su trágica y repentina muerte en 1999 en plena madurez de su pensamiento impidió la consolidación de este autor como uno de los filósofos franceses más importantes de la segunda mitad del siglo XX.